# Selección de balonmano de Serbia y Montenegro
La Selección de balonmano de Serbia y Montenegro era el equipo formado por jugadores de nacionalidad serbo-montenegrina que representaba a la Federación Serbo-Montenegrina de Balonmano en las competiciones internacionales organizadas por la Federación Internacional de Balonmano (IHF) o el Comité Olímpico Internacional (COI). Su mayor éxito fue el 5º puesto alcanzado en el Mundial de Túnez de 2005.

## Historial

### Juegos Olímpicos
- 2004 - No participó

### Campeonatos del Mundo
- 2005 - 5ª plaza

### Campeonatos de Europa
- 2004 - 8ª plaza
- 2006 - 9ª plaza

- Datos: Q3590361